# Войска информационных операций
Войска информационных операций — формирование Вооружённых сил Российской Федерации, находящееся в подчинении Министерства обороны.
По оценкам отечественных аналитиков, по уровню развития кибервойск Россия может входить в топ-5 государств мира наряду с США, Китаем, Великобританией и Южной Кореей.
Основными задачами являются централизованное проведение операций кибервойны, управление и защита военных компьютерных сетей России, защита российских военных систем управления и связи от кибертерроризма и надёжное закрытие проходящей в них информации от вероятного противника.
Войска осуществляют координацию и интеграцию операций, проводимых киберподразделениями ВС России, экспертизу кибернетического потенциала Минобороны России и расширяют возможности его действий в кибернетическом пространстве.
О создании к концу 2013 года кибервойск заявило Минобороны России и глава российского Фонда перспективных исследований — Андрей Григорьев.
14 января 2014 года министр обороны России Сергей Кужугетович Шойгу подписал приказ о создании в составе Генерального штаба ВС России кибернетического командования, основная задача которого заключается в защите от несанкционированного вмешательства в электронные системы управления России.